# Telstar 11N
Telstar 11N – wieloregionowy, zastępczy satelita telekomunikacyjny z serii Telstar. Został wysłany na orbitę w drugim kwartale 2008 r.

## Historia i cel
Firma Loral Skynet, podpisała umowę z siostrzaną firmą Space Systems Loral, w 2006 r, na wystrzelenie zastępczego satelity Telstar 11N, na miejsce nie działającego w pełni już satelity Telstar 11, któreg wydano w 1995 roku. Nowy satelita Telstar 11N, zapewnia komunikacje w paśmie Ku-Band. Świadczy usługi z 39 transponderów wcześniej wspomnianego pasma o dużej mocy, które są rozmieszczone na czterech różnych wiązkach geograficznych.